# Le Thaumaturge chinois
Le Thaumaturge chinois, venut als Estats Units com a Tchin-Chao, the Chinese Conjurer i al Regne Unit com The Chinese Juggler, és un curtmetratge mut francès de 1904 dirigit per Georges Méliès. Va ser venut per la Star Film Company de Méliès i està numerat del 578 al 580 als seus catàlegs.
Méliès interpreta el prestidigitador del títol; els seus trucs es treballen utilitzant escamoteigs i fosa. El moviment de la pel·lícula és notablement ràpid, fins i tot a velocitats de pel·lícula muda com 16 fotogrames per segon; És possible que Méliès hagi fet que l'operador de la càmera hagi enfonsat deliberadament la càmera per crear un efecte estilitzat.